# Dólar de Nuevo Brunswick
El dólar de Nuevo Brunswick o bien dólar brunswiqués fue la unidad monetaria de la colonia británica de Nuevo Brunswick desde 1861 hasta 1867, cuando se unió a la Confederación canadiense. Tenía una paridad de uno a uno con el dólar canadiense. Remplazó a la libra brunswiquesa a una tasa de 1 dólar brunswiqués por 5 chelines o bien 5 dólares eran equivalentes a 1 libra brunswiquesa.

## Monedas
Se necesitó acuñar el valor de medio centavo porque seis peniques, que correspondían a dos monedas de tres peniques de plata esterlina del chelín colonial que aún seguían circulando, equivalían a 12½ centavos brunswiqueses. En la lista subsiguiente se detalla cada una de las monedas:
- ½ centavo de bronce con años 1861 y 1864, en el anverso con el busto femenino joven, con cabello recogido y laureado, con leyenda en inglés: VICTORIA D:G: BRITT.REG F D (Victoria dei gratia britanniarum regina fidei defensor: Victoria, reina británica por la gracia de Dios, defensora de la fe) y en el reverso con la Corona de San Eduardo en el centro y debajo con una raya que la separa del año, todo rodeado por un círculo de puntos y una corona de flores de mayo, y orlado con la leyenda: HALF CENT   NEW BRUNSWICK (medio centavo Nuevo Brunswick).[1]

- 1 centavo de bronce con años 1861 y 1864, con anverso y reverso semejantes al anterior, salvo la parte superior de la leyenda del segundo: ONE CENT (un centavo).[1]

- 5 centavos de plata .925 con años 1862 y 1864, en el anverso con rostro femenino joven, con cabello recogido y laureado, con leyenda en inglés: VICTORIA D:G: REG:   NEW BRUNSWICK (Victoria dei gratia: Victoria, reina por la gracia de Dios) y en el reverso con la denominación y el año coronados y encolumnados: 5 CENTS (5 centavos), orlados con una corona formada por dos ramas de arce abierta en la parte superior que ocupa la Corona de San Eduardo y enlazadas en la parte inferior.[1]

- 10 centavos de plata .925 con años 1862 y 1864, con anverso y reverso semejantes al anterior, salvo la denominación: 10 CENTS (10 centavos).[1]

- 20 centavos de plata .925 con años 1862 y 1864, con anverso y reverso semejantes a los dos anteriores, salvo la denominación: 20 CENTS (20 centavos).[2]

## Billetes
El Banco de Nuevo Brunswick emitió papel moneda en varias denominaciones: 1, 2, 3, 4, 5, 8, 10, 20, 50 y 100 dólares. También fueron autorizados tres bancos más para producir los mismos valores de billetes y estos eran el Commercial Bank of New Brunswick —que también imprimían con los valores en libras y en chelines—  y además el Central Bank of New Brunswick y el People's Bank of New Brunswick.